# Silvio D'Arzo
Silvio D'Arzo, pseudonimo di Ezio Comparoni (Reggio Emilia, 6 febbraio 1920 – Reggio Emilia, 30 gennaio 1952), è stato uno scrittore, poeta e saggista italiano.

## Biografia
Ezio Comparoni nacque a Reggio Emilia nel 1920, da Rosalinda (Linda) Comparoni e padre ignoto. Lo stigma della mancanza del padre, che a quell'epoca era un marchio indelebile, lo legò in modo ancor più stretto alla madre. Solo nel 1940 vi troverà un posticcio rimedio legale individuando  (verosimilmente in base alla volontà di non cambiare il cognome materno) un Pietro Comparoni disposto a dichiararne la paternità davanti a un notaio. 
A sedici anni ottenne la maturità classica a Pavia, presentandosi come privatista, dopo essere stato preparato dal professor Giuseppe Zonta. Nel 1941 si laureò in Lettere presso l'Università di Bologna con una tesi di glottologia sul dialetto reggiano. Tra il 1942 e il 1943 visse a Canzo, in provincia di Como.
In vita pubblicò un solo romanzo, nel 1942, All'insegna del buon corsiero (Firenze, Vallecchi), ma scrisse anche numerosi racconti rimasti a lungo sconosciuti. L'opera di sicuro più importante è il racconto lungo Casa d'altri, uscito postumo nel 1953, definito da Eugenio Montale «un racconto perfetto»; nel 1954, ne fu anche tratto un episodio del film Tempi nostri - Zibaldone n. 2, di Alessandro Blasetti. 
Morì di leucemia a soli 31 anni.

## Riconoscimenti
A Montecchio Emilia gli sono stati intitolati un istituto secondario superiore con sede anche a Sant'Ilario d'Enza e un centro sportivo. A Bagnolo in Piano gli è dedicato l'Istituto Comprensivo. Nel cinquantesimo anniversario della morte, la Biblioteca Panizzi gli ha dedicato una mostra. Nel centenario della nascita, l'istituto superiore a lui intitolato gli ha dedicato uno spettacolo e una mostra e nella stessa occasione è stata pubblicata una sua biografia in veste di romanzo, Il figlio di Linda, di Carlo Pellacani  Nel mese di agosto 2023, a lui viene intitolata la piazza di Cerreto Alpi 

## Opere
- La valanga (s.l., in Antologia dei giovani scrittori e poeti italiani, 1934, firmato con lo pseudonimo di Raffaele Comparoni)

- Maschere. Racconti di paese e di città, Carabba, Lanciano, 1935, firmato con lo pseudonimo di Raffaele Comparoni)

- Luci e penombre. Liriche, La quercia, Milano, 1935, firmato con lo pseudonimo di Raffaele Comparoni; a cura di Gabriele Pedullà, Reggio Emilia, Diabasis, 2002)

- All'insegna del Buon Corsiero, Vallecchi, Firenze, 1942. Poi Milano, C. Lombardi, 1988; Milano, Adelphi, 1995, premessa di Enzo Turolla, nota al testo di Anna Luce Lenzi; Milano, La Vita Felice, 1996; Milano, Otto/Novecento, 2009, presentazione di Mario Spinella; Milano, Greco & Greco, 2011, a cura di Andrea Casoli)

- Io prete e la vecchia Zelinda, in "Illustrazione Italiana" n. 29-30, 18-25 luglio 1948

- Casa d'altri, in "Botteghe Oscure", Quaderno X, Roma, 1952

- Casa d'altri, Sansoni, Firenze, 1953; (a cura di Stefano Costanzi, Aragno Editore, 2002; Milano, Nuages, 2008; a cura di Ivan Tassi, Reggio Emilia, Diabasis, 2010; Milano, Mondadori, 2015)

- Nostro lunedì. Racconti, poesie, saggi, a cura di R. Macchioni Jodi, Vallecchi, Firenze, 1960)

- Essi pensano ad altro, a cura di Paolo Lagazzi, Milano, Garzanti, 1976 (a cura di R. Carnero, Milano, Bompiani, 2002)

- Penny Wirton e sua madre, a cura di Rodolfo Macchioni Jodi, Torino Einaudi, 1978 (MUP, Parma, 2010; a cura di Andrea Casoli; Milano, Greco & Greco, 2014)

- Il pinguino senza frac, Prandi, Reggio Emilia, 1978 (MUP, Parma, 2005)

- Casa d'altri e altri racconti, Torino, Einaudi, 1981, 2007

- Il pinguino senza frac e Tobby in prigione, Torino, Einaudi, 1983, illustrazioni di Alberto Manfredi)

- Silvio D'Arzo - Enrico Vallecchi. Carteggio 1941-1950, a cura di Anna Luce Lenzi, Reggio Emilia, Biblioteca Panizzi, 1984

- Nostro lunedì. Di ignoto del XX secolo, a cura di Anna Luce Lenzi, Modena, Mucchi, 1986

- Contea inglese. Saggi e corrispondenza, a cura di Eraldo Affinati, Palermo, Sellerio, 1986

- L'uomo che camminava per le strade, a cura di D. Garbuglia, Macerata, Quodlibet, 1993

- Un ragazzo d'altri tempi, Firenze, Passigli, 1994

- Gec (Il ragazzo che non voleva nascere con la camicia), in "Marka", a. XV, n. 32, 1995

- Una storia così, Reggio Emilia, Diabasis, 1995

- Lettere per Ada, Reggio Emilia, Diabasis, 1995

- Poesie, Reggio Emilia, Diabasis, 1995

- L'osteria, Macerata, Quodlibet, 1997, con nota al testo di Anna Luce Lenzi

- L'aria della sera e altri racconti, a cura di S.Perrella, Milano, Bompiani, 2002

- Una storia così. Sette poesie, undici lettere d'amore, un racconto, a cura di Giuliana Manfredit, 199, Pietro Mussini, Alessandro Scansani, Reggio Emilia, Diabasis, 2002

- Opere, a cura di Stefano Costanzi, Alberto Sebastiani e Manuela Orlandini, MUP, Parma 2003

- Lettere, a cura di Alberto Sebastiani, MUP, Parma, 2004

- Tobby in prigione, a cura di M. Cacchioli, MUP, Parma, 2004

- Fine di Mirco - Una storia così, a cura di Pasquale Di Palmo, Via del Vento, Pistoia 2006

- Il pinguino senza frac, illustrazioni di Elisa Pellacani, Consulta, Reggio Emilia, 2014. Edizione in catalano, 2014; in portoghese, 2020

- Casa d'altri, a cura di Paolo e Andrea Briganti, Consulta, Reggio Emilia, 2017

- Le poesie, a cura di Giorgio Vioni, Consulta, Reggio Emilia, 2020

- Casa d'altri,con una nota di lettura di S. Petrosino, Bologna, Marietti 1820, 2020

- Gec dell'avventura, con Eraldo Affinati (a cura di Alberto Sebastiani), Einaudi, Torino, 2020

- Le poesie, a cura di Giorgio Vioni, Consulta Librieprogetti, Reggio Emilia, 2020

- Casa d'altri e altri racconti, a cura di Laura Cerutti, postfazione di Valeria Parrella, Milano, Feltrinelli, 2023